# Nickel(II) arsenat
Nickel(II) arsenat là một hợp chất vô cơ, là muối của nickel và acid arsenic có công thức hóa học Ni3(AsO4)2, tinh thể màu vàng, không tan trong nước, tạo thành tinh thể ngậm nước – tinh thể màu xanh lục.

## Xuất hiện trong tự nhiên
Muối khan xuất hiện trong tự nhiên dưới dạng khoáng vật xanthiosit. Annabergit được tìm thấy trong tự nhiên – Ni3(AsO4)2·8H2O có lẫn tạp chất.

## Điều chế
Phản ứng của các dung dịch nickel(II) sulfat và natri arsenat ở nồng độ thích hợp sẽ tạo ra kết tủa:
{\displaystyle {\mathsf {3NiSO_{4}+2Na_{3}AsO_{4}+8H_{2}O\ \xrightarrow {} \ Ni_{3}(AsO_{4})_{2}\cdot 8H_{2}O\downarrow +3Na_{2}SO_{4}}}}

## Tính chất vật lý
Nickel(II) arsenat khan tạo thành tinh thể màu vàng, đều thuộc các cấu trúc với nhóm không gian và các hằng số khác nhau:
- Hệ tinh thể đơn nghiêng, nhóm không gian P 21/c, các hằng số a = 0,5764 nm, b = 0,9559 nm, c = 1,0194 nm, β = 92,95°, Z = 4;
- Hệ tinh thể trực thoi, nhóm không gian C mca, các hằng số a = 0,5843 nm, b = 1,1263 nm, c = 0,8164 nm, Z = 4.

Nó tan rất ít trong nước.
Nó tạo thành tinh thể octahydrat Ni3(AsO4)2·8H2O – tinh thể màu lục thuộc hệ tinh thể đơn nghiêng, nhóm không gian I 2/m, các hằng số a = 1,0015 nm, b = 1,3284 nm, c = 0,4698 nm, β = 102,23°, Z = 2.

## Ứng dụng
Nickel(II) arsenat thường được dùng làm chất xúc tác sản xuất xà phòng rắn.

## Hợp chất khác
Ni3(AsO4)2 còn tạo một số hợp chất với NH3, như Ni3(AsO4)2·NH3·7H2O, Ni3(AsO4)2·2NH3·6H2O và Ni3(AsO4)2·3NH3·5H2O đều là tinh thể màu lục nhạt. Chúng đều không tan trong nước, nhưng tan trong axit và amonia.